# Playa Manzanillo
Playa Manzanillo är en badort vid Stillahavskusten i södra Nicaragua. Den ligger i comarcan San Antonio i kommunen Tola, mellan El Gigante och Brito.

## Aktiviteter
Det finns utmärkta badmöjligheter. Playa Manzanillo har även en av landets få golfbanor. En annan populär aktivitet är vandring längs den klippiga kusten norr och söder om stranden. Från Mirador Esmeralda har man en fantastisk utsikt över havet.